# 多帶腔吻鱈
多帶腔吻鱈，為輻鰭魚綱鱈形目鼠尾鱈科的其中一種，分布於東南太平洋Salay Gomez海脊海域，屬深海底棲性魚類，深度439-500公尺，體長可達14公分，棲息在大陸棚及大陸坡上層水域，生活習性不明。
其种加词“multifasciatus”意为“多带的”。